# Karl Maria Demelhuber

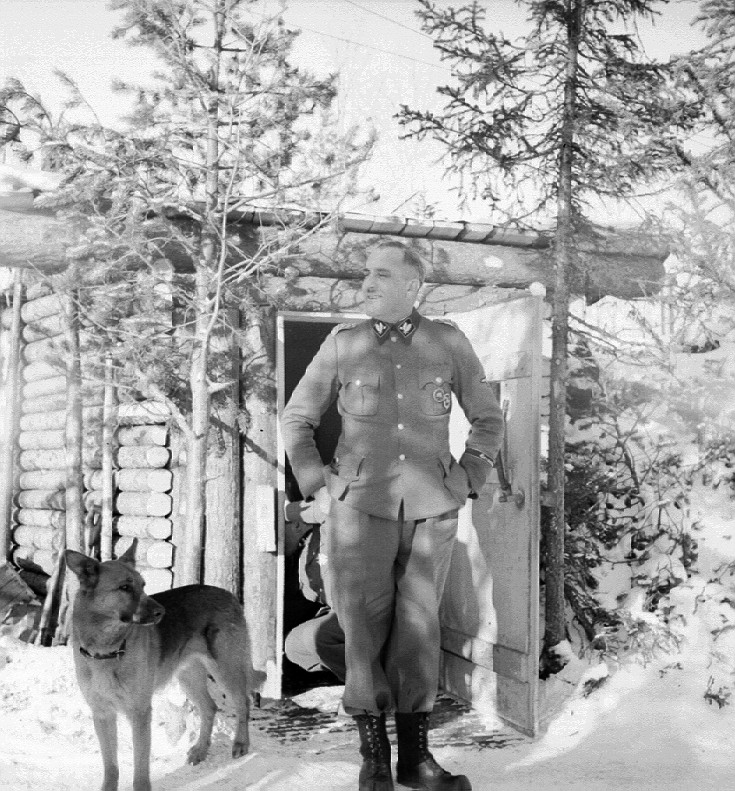
Demelhuber, als SS-Brigadeführer und Generalmajor der Waffen-SS (Finnland, 1942).

Karl Maria Demelhuber, Rufname Karl Demelhuber (* 27. Mai 1896 in Freising; † 18. März 1988 in Seeshaupt) war ein deutscher SS-Obergruppenführer und General der Waffen-SS.

## Leben
Demelhuber war von Beruf Kaufmann. In den letzten Jahren vor dem Ersten Weltkrieg erhielt Demelhuber als Jugendlicher eine vormilitärische Sozialisierung in der Münchener Ortsgruppe des Bayerischen Wehrkraftvereins, in der demselben Zug wie der spätere SA-Führer Edmund Heines angehörte
Wie Ernst Röhm, Oskar Dirlewanger und andere, später führende Nationalsozialisten Bayerns war er nach der Teilnahme am Ersten Weltkrieg Mitglied im Freikorps Epp. Nachdem er 1920 aus der Armee ausgeschieden war, war er kurzzeitig Verkäufer. Er trat Anfang Januar 1921 in den Dienst der Bayerischen Landespolizei ein, wo er zunächst Zugführer und zuletzt als Adjutant des Münchner Polizeipräsidenten (1933 bis 1935) beschäftigt war.
Demelhuber trat der NSDAP bereits am 20. Februar 1922 bei, gehörte der Partei nach ihrem Verbot aber nicht wieder an. Nach der „Machtergreifung“ trat er Anfang Mai 1934 der SA bei, wechselte aber am 15. März 1935 zur SS (SS-Nummer 252.392), in die er als SS-Obersturmbannführer übernommen wurde. Ab April 1935 war er Kommandeur des II. Bataillons der SS-Standarte 1 „Deutschland“. Von Oktober 1936 bis Anfang Dezember 1940 war er Kommandeur der SS-Standarte 2 „Germania“.

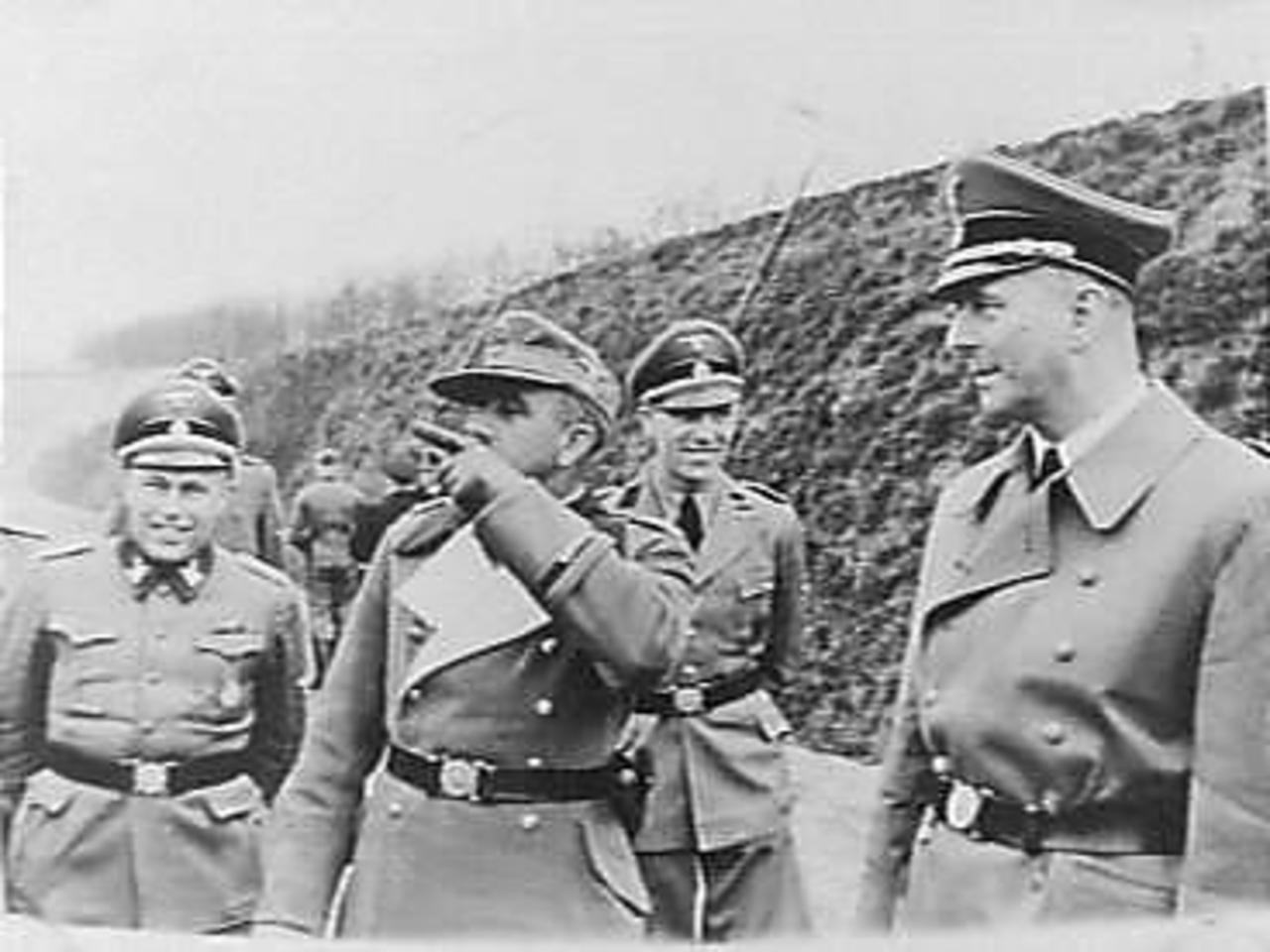
Wilhelm Harster, Karl Maria Demelhuber, Erich Deppner und Hanns Albin Rauter (Niederlande, 1942)

Nach Beginn des Zweiten Weltkrieges waren Angehörige des Regiments Germania im Zuge des Überfalls auf Polen an antijüdischen Pogromen und Ausschreitungen beteiligt. Vom 25. November 1940 bis zum 24. April 1941 war er Befehlshaber der Waffen-SS Ost im Generalgouvernement. Nachdem er kurzzeitig die 1. SS-Infanterie-Brigade (motorisiert) kommandiert hatte, war er vom 15. Mai 1941 bis 20. April 1942 Kommandeur der SS-Division „Nord“ in Finnland. Danach war er Befehlshaber der Waffen-SS Niederlande. Demelhuber war Teilnehmer der Gruppenführer-Tagung am 4. Oktober 1943 in Posen, bei der Heinrich Himmler die erste Posener Rede hielt. Vom 15. Januar bis April 1945 Kommandeur des XVI. SS-Armeekorps in Pommern. In der Kriegsendphase war er Himmlers Vertreter im SS-Führungsstab Ostseeküste.
Nach Kriegsende kam er am 16. Mai 1945 in Schleswig-Holstein in britische Gefangenschaft und von dort ins Kriegsgefangenenlager Neuengamme. Es wurde untersucht, ob die SS-Standarte 2 „Germania“ unter seiner Leitung an Kriegsverbrechen beteiligt war. Am 17. Mai 1948 wurde Demelhuber aus der Internierung entlassen.
In den 1950er Jahren war Demelhuber Mitglied der Hilfsgemeinschaft auf Gegenseitigkeit der Angehörigen der ehemaligen Waffen-SS (HIAG). 1955 war er Präsident des HIAG-Schiedshofes; Ende der 1950er Jahre verließ er die HIAG im Streit mit dem Bundessprecher Kurt Meyer.

## Auszeichnungen
| Demelhubers SS-Ränge | Demelhubers SS-Ränge                               |
| Datum                | Rang                                               |
| -------------------- | -------------------------------------------------- |
| 15. März 1935        | SS-Obersturmbannführer                             |
| 1. Oktober 1936      | SS-Standartenführer                                |
| 30. Januar 1940      | SS-Oberführer                                      |
| 9. November 1941     | SS-Brigadeführer und Generalmajor der Waffen-SS    |
| 20. April 1942       | SS-Gruppenführer und Generalleutnant der Waffen-SS |
| 21. Juni 1944        | SS-Obergruppenführer und General der Waffen-SS     |

Einige ihm verliehene Auszeichnungen waren:
- Eisernes Kreuz (1914) II. und I. Klasse
- Verwundetenabzeichen (1918) in Schwarz
- Spange zum Eisernen Kreuz II. und I. Klasse
- Kriegsverdienstkreuz (1939) II. und I. Klasse mit Schwertern
- Deutsches Kreuz in Silber am 9. November 1943[6]
- Finnischer Orden des Freiheitskreuzes